# 索勒 (伯恩州)
索勒（法語：Saules，法語發音：[sol]）是瑞士伯恩州的市镇，位於該國中西部，由負責管轄，面積4.28平方公里，四成半土地是農業用地，海拔高度743米，2011年人口153，人口密度每平方公里36人。